# Ragnar Skanåker
Karl Ragnar Skanåker, ursprungligen Eriksson, född 8 juni 1934 i Stora Skedvi, Dalarna, är en svensk pistolskytt och egenföretagare. Han deltog i sju olympiska spel från 1972 till 1996. Sammanlagt har han vunnit ett OS-guld samt tre övriga OS-medaljer och fyra VM-guld.

## Biografi

### Bakgrund
Skanåkers föräldrar var lantbrukare på gården Karlsfors i Landa by utanför Stora Skedvi i Dalarna. Han fick tidigt börja delta i arbetet på gården. Då han var begåvad fick han gå i realskola och tog realexamen 1952 i Hedemora. Senare samma år anställdes han vid Flygvapnet och påbörjade flygutbildning vid Ljungbyhed i Skåne. Hans första placering blev på F15 i Söderhamn varefter följde som fältflygare vid F 10 Ängelholm fram till 1958. Han var därefter anställd av Svensk Flygtjänst som pilot vid RFN Vidsel.
Under ett år tjänstgjorde Skanåker senare som pilot för FN i UN Light Aircraft Squadron 1961–1962, där han flög enmotoriga transportflygplan som de Havillands Otter eller Beaver. 1959 blev han bensinstationsägare för Esso i Munka-Ljungby.
På 2000-talet saluförde Skanåker bland annat sina egendesignade precisionsglasögon samt litteratur. Han var samtidigt Sveriges Vapenägares Förbunds ordförande och aktiv i den vapenpolitiska debatten.

### Skyttekarriär
Skanåker är mest känd för att ha deltagit i sju olympiska spel från 1972 i München till 1996 i Atlanta. Hans olympiska karriär inleddes med guldet i fripistol i München 1972 och han har därefter tagit följande medaljer: OS-silver 1984 i Los Angeles, OS-silver 1988 i Seoul, OS-brons 1992 i Barcelona. Vid OS i Aten vägrades Skanåker att delta efter beslut av Sveriges Olympiska Kommitté (SOK) med motiveringen bland annat att "vi ska inte skicka några pensionärer till Aten".
Skanåker har även vunnit fyra VM-guld, varav ett i lag, ett vid VM 1982, ett 1983 i 10 meter luftpistol och ett 1978 på 25 m standardpistol.
År 2012 publicerades självbiografin Nio OS – nästan.

### Familj och övrigt
Ragnar Skanåker var 1958–1984 gift med läraren och journalisten Ingegärd Hallgren Skanåker (nu Ingegärd Sundell), dotter till folkskolläraren Ingvar Hallgren och författarinnan Elly Hallgren. Han har två döttrar i detta äktenskap.
Åren 1994–2001 var Skanåker gift med radioreportern Anna Forssell Skanåker, som är dotter till författaren Sven Forssell, och fick ytterligare två barn i detta äktenskap. År 2007 förlovade han sig med exhustrun Anna, men är nu åter ensamstående.
Skanåker bodde några år i Småland, först i Tävelsås, senare i Växjö. Han har nu flyttat tillbaka till Skåne och Munka-Ljungby.